# Rudolf von Delius
Rudolf Hermann Robert Johann von Delius (* 1. Januar 1878 in Warburg; † 6. Mai 1946 in Ried) war ein deutscher Herausgeber, Schriftsteller und Philosoph.

## Leben
Delius entstammte einer ravensbergischen Familie. Sein Vater war Karl von Delius (1840–1907), Landrat in Warburg. Er war ein Urenkel von Daniel Heinrich Delius und ein Stiefbruder von Friedrich von Delius. Seine Mutter war Berta Snell (1853–1879), Tochter des Psychiaters Ludwig Snell (1817–1892).
Nach dem Besuch des Gymnasiums in Hildesheim und der berühmten Fürstenschule Schulpforta bei Naumburg an der Saale nahm er ein Studium der Philosophie, Literatur- und Kunstgeschichte in Berlin und München auf und durchreiste anschließend fast ganz Europa. Literarisch beeinflusst wurde er durch den Berliner Dichterkreis Die neue Gemeinschaft.
Am 13. November 1904 heiratete er die Engländerin Margaret Rice (* 14. August 1877 in Cheam; † 17. April 1965 Kayhude), die mit ihrer Schwester Ethel in München rhythmische Turn- und Tanzkurse anbot und zu deren Schülerinnen Clotilde von Derp gehörte. Aus der Ehe gingen die Kinder Nora (* 28. Februar 1906 in München), Oliver (* 16. Juli 1909 in München) und Erika (* 18. Mai 1915 in Ried) hervor.
Delius leistete seinen Militärdienst in Straßburg ab. Er gab zu Beginn des Ersten Weltkrieges die literarische Zeitschrift Die Lese – Wochenblatt für Unterhaltung und Bildung heraus und versuchte nach dessen Ende in der Volkshochschulbewegung seine Ideen bekannt zu machen. Er ließ sich in München nieder und entfaltete eine literatur- und kulturkritische Schriftstellerei in weitgespanntem Rahmen von psychologischen Betrachtungen der Literatur. Nachdem er im Zweiten Weltkrieg ausgebombt wurde, verarmte er und siedelte nach Ried bei Benediktbeuern um, wo er im Mai 1946 schließlich verstarb.
Ein Teil seines Nachlasses und dem seiner Frau ist heute im Deutschen Tanzarchiv in Köln zu finden.

## Werke und Veröffentlichungen (Auswahl)
- Gondoly. Ein Drama in fünf Aufzügen. Sattler, Braunschweig 1901.
- Seelenliebe. Eine Tragikomödie in drei Akten. Langen, München 1902.
- Rienzi. Ein Trauerspiel in drei Aufzügen. Sattler, Braunschweig, Leipzig 1903.
- Aus dem Bildersaal der Seele. Gedichte. Wigand, Berlin 1905.
- Robespierre. Eine Revolutionsgroteske in drei Akten. Langen, München 1906.
- Jesus. Sein Kampf, seine Persönlichkeit und seine Legende. München 1909; Neuaufl. Dresden: Reissner 1924.
- Zur Psychologie der römischen Kaiserzeit. Müller, München 1911.
- Verwandlungen. Gedichte. München 1913.
- Deutschlands geistige Weltmachtstellung. Die Lese, Stuttgart 1915.
- Deutschland und die Genies der Fremde. Die großen Geister Rußlands, Englands, Frankreichs, Chinas, Amerikas in ihrer Auswirkung auf uns. Die Lese, Stuttgart 1915.
- Die Eigenarten des deutschen Geistes. Grundzüge deutschen Wesens auf geistigen und künstlerischen Gebieten. Die Lese, Stuttgart 1915.
- Barthold Heinrich Brockes. Der Schöpfungsgarten. Gedichte. Westermann, Braunschweig 1917.
- Hegel in seinen Briefen. München: Ehmke 1918.
- Brockes. Der Ring des Jahres. 1920.
- Almanach der Rupprechtpresse. Hirth, München 1920.
- Arnold. Liebesfunken. 1920.
- Gedichte des Grafen von Zinzendorf. Furche-Verlag, Berlin 1920.
- Philosophie der Liebe. Otto Reichl Verlag, Darmstadt 1920.
- Hölderlin. Späte Hymnen. 1921.
- Urgesetze des Lebens. Otto Reichl Verlag, Darmstadt, 1922.
- Mary Wigman. Carl Reissner, Dresden 1925.
- Tanz und Erotik. Delphin Verlag, München 1926.
- Die Maske des Mannes. Ein erotischer Roman. Carl Reissner-Verlag, Dresden, 1927.
- Die Tänzerin. Ein Roman vom Weibe. Otto Reichl Verlag, Darmstadt 1929.
- Kungfutse. Seine Persönlichkeit und seine Lehre. Reclam Leipzig 1930; Neuaufl. Reclam-Verlag, Stuttgart 1948.
- Die Weltmächte des Geistes. Waldemar Hoffmann Verlag, Berlin 1934.
- Rieder Tagebuch. Die nachgelassene Niederschrift des Philosophen aus den Jahren 1943-1946. Otto Reichl Verlag, Darmstadt 1947.

## Ehrungen
- 1914 Ehrenpreis der Johannes Fastenrath-Stiftung.